# Eilica rufithorax
Eilica rufithorax är en spindelart som först beskrevs av Simon 1893.  Eilica rufithorax ingår i släktet Eilica och familjen plattbuksspindlar. Inga underarter finns listade i Catalogue of Life.